# Tour Bretagne
O Tour Bretagne é um arranha-céu de Nantes. 
Com uma altura de 144 metros, é a quarta torre de escritórios mais alta da província depois da Tour Incity e da Tour Part-Dieu em Lyon e da Tour CMA CGM em Marselha. As antenas atingem uma altura de quase 144 metros, no topo da reserva de água, cerca de 25 metros acima do último andar.
A Tour Bretagne foi projetada pelo arquiteto Claude Devorsine a pedido de André Morice, prefeito de Nantes de 1965 a 1977.